# Doktor Szöszi 2.
A Doktor Szöszi 2. (eredeti cím: Legally Blonde 2: Red, White & Blonde) 2003-ban bemutatott amerikai filmvígjáték, melyet Charles Herman-Wurmfeld rendezett, a Doktor Szöszi (2001) folytatásaként. A címszerepben ismét Reese Witherspoon látható, aki a film vezető producere is volt.

## Cselekmény
Elle a Harvard meghódítása után egy nagy iroda ügyvédje lesz. Ügyesen egyensúlyoz karrierje építése és közelgő esküvőjére való készülődés között. A lagziban kis kedvencének, Gyilkos Woodsnak mamáját is szeretné meghívni. Amikor kiderül, hogy Gyilkos Woods mamáját egyik kliensének cége kozmetikai tesztelésekhez használja föl, kiáll az eb jogaiért – mire azonnal kirúgják. Ezután Washingtonba indul, hogy a politikát kitanulva, régi képviselőnő ismerőse segítségével keresztülvigye állatvédelmi törvénytervezetét.

## Szereplők
| Szerep             | Színész                   | Magyar hang       |
| ------------------ | ------------------------- | ----------------- |
| Reese Witherspoon  | Elle Woods                | Kökényessy Ági    |
| Sally Field        | Victoria Rudd képviselőnő | Kovács Nóra       |
| Bob Newhart        | Sidney Post               | Dobránszky Zoltán |
| Luke Wilson        | Emmett Richmond           | Laklóth Aladár    |
| Jennifer Coolidge  | Paulette Bonafonté        | Orosz Anna        |
| Alanna Ubach       | Serena McGuire            | Simonyi Piroska   |
| Regina King        | Grace Stoteraux           | Tátrai Zita       |
| Elizabeth Beckwith | Mira                      |                   |
| Bruce McGill       | Stanford Marks képviselő  | Csurka László     |
| Dana Ivey          | Libby Hauser képviselőnő  | Kassai Ilona      |
| Mary Lynn Rajskub  | Reena Giuliani            | Agócs Judit       |
| Jessica Cauffiel   | Margot                    | Huszárik Kata     |
| J Barton           | Timothy McGinn            | Seder Gábor       |
| Stanley Anderson   | Michael Blaine            | Makay Sándor      |
| Ruth Williamson    | Madeline Kroft képviselő  | Zsolnai Júlia     |
| Jack McGee         | Finchley nyomozó          | Besenczi Árpád    |

## Filmzene
1. Superchick – „Me Against the World”
2. Avril Lavigne – „Nobody’s Fool”
3. LeAnn Rimes – „We Can”
4. Hope 7 – „Breakthrough”
5. Deluxx Folk Implosion – „I’m Just a Bill”
6. „Buona Sera, Mrs. Campbell Main Title”
7. „Mon Paris”
8. George Clinton feat. Coolio – „Atomic Dog (Dogs of the World Unite Remix)”
9. „Hail to the Chief”
10. Soul Kid#1 – „More Bounce (In California)”
11. The Candy Skins – „For What It's Worth”
12. Eurythmics, előadja Aretha Franklin – „Sisters are Doin' It for Themselves”
13. Lisa Rieffel – „So Pretty”
14. John Lennon – „Power to the People”
15. Lou Reed – „America”
16. „The Star Spangled Banner”
17. „Snap Cup Time”

## Díjak, jelölések
| Év   | Díj                                                  | Kategória                                | Jelölt                                            | Eredmény |
| ---- | ---------------------------------------------------- | ---------------------------------------- | ------------------------------------------------- | -------- |
| 2004 | BMI Film Music Award                                 |                                          | Rolfe Kent                                        | Elnyerte |
| 2004 | CDG Award                                            | Kiváló jelmez – Film – Kortárs           | Sophie Carbonell                                  | Jelölve  |
| 2004 | Genesis Award                                        | Feature Film                             |                                                   | Elnyerte |
| 2004 | Hollywood Makeup Artist and Hair Stylist Guild Award | Best Contemporary Hair Styling – Feature | Toni-Ann Walker Stephen Robinette Edward Morrison | Elnyerte |
| 2004 | MTV Movie Award                                      | Best Look (Mejor Look)                   | Reese Witherspoon                                 | Jelölve  |